# Haus der Graphischen Sammlung Freiburg im Breisgau

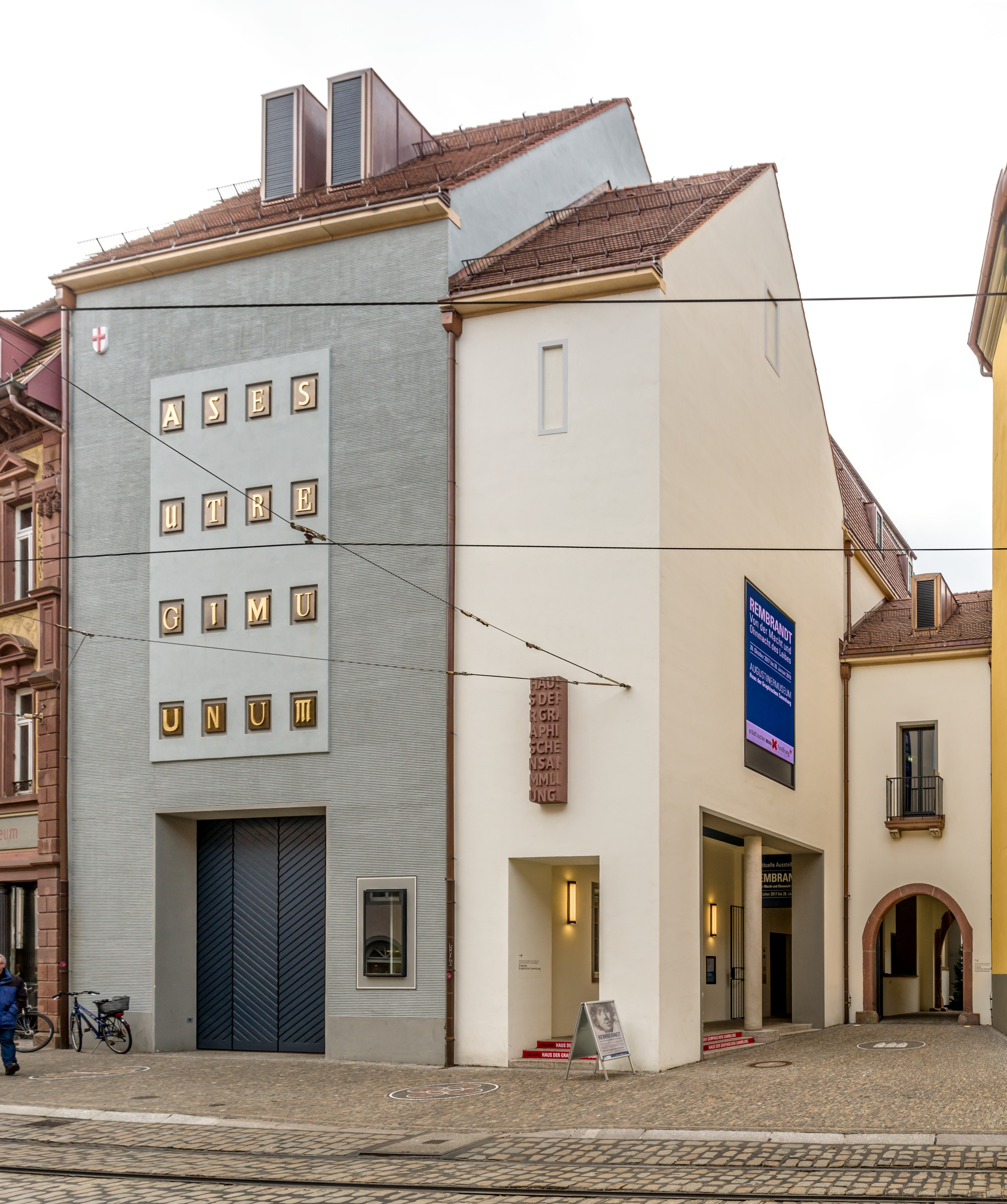
Das Haus der Graphischen Sammlung (2018)

Das Haus der Graphischen Sammlung ist ein 2016 fertiggestellter Museumsbau in der Salzstraße in Freiburg im Breisgau. Das Haus ist Zweigstelle des Augustinermuseums sowie des Museums für Neue Kunst.

## Geschichte

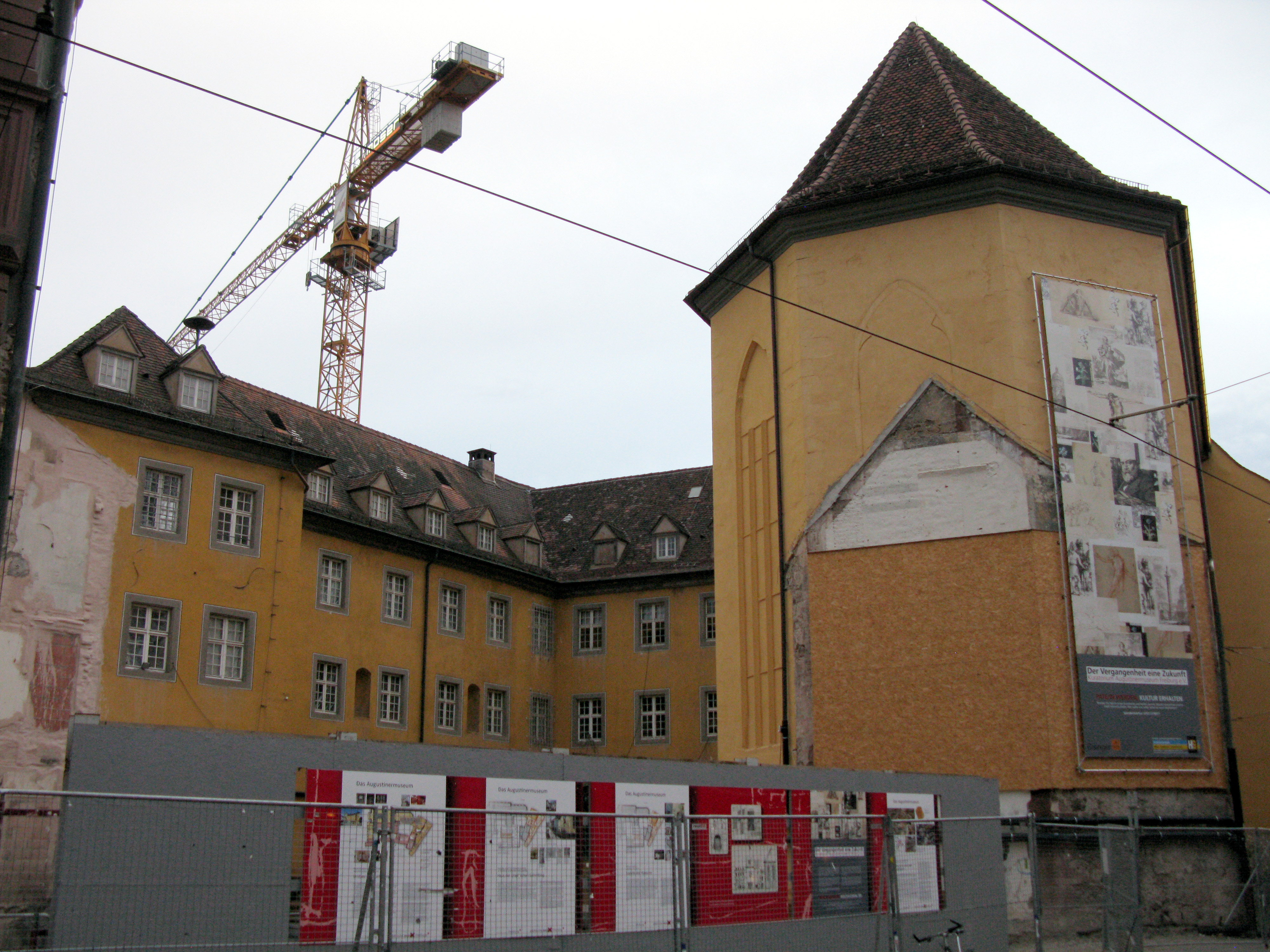
Bau- und Abrissarbeiten (2013)

Nachdem der erste Sanierungsabschnitt des Augustinermuseums im Jahre 2010 erfolgreich abgeschlossen wurde, begann zwei Jahre später der zweite Sanierungsabschnitt. Unter anderem gehörte dazu der Bau eines Neubaus für die Graphischen Sammlungen. Im Juni 2012 begannen die Bauarbeiten. Gut vier Jahre später wurde das Haus im September 2016 eröffnet.
Die erste Ausstellung im neuen Museumsbau wurde Hans Baldung Grien gewidmet und beinhaltete die in Deutschland ersten dreidimensional ausgearbeiteten Minidioramen der graphischen Arbeiten des Künstlers. Die Ausstellung war dadurch für blinde und sehbehinderte Menschen zugänglich, wofür das Museum von anderen Museen in Deutschland große Beachtung erhielt. Seitdem werden im Haus der Graphischen Sammlung jährlich mehrere Ausstellungen realisiert. Im Jahr 2017 waren es zum Beispiel insgesamt drei.

## Architektur

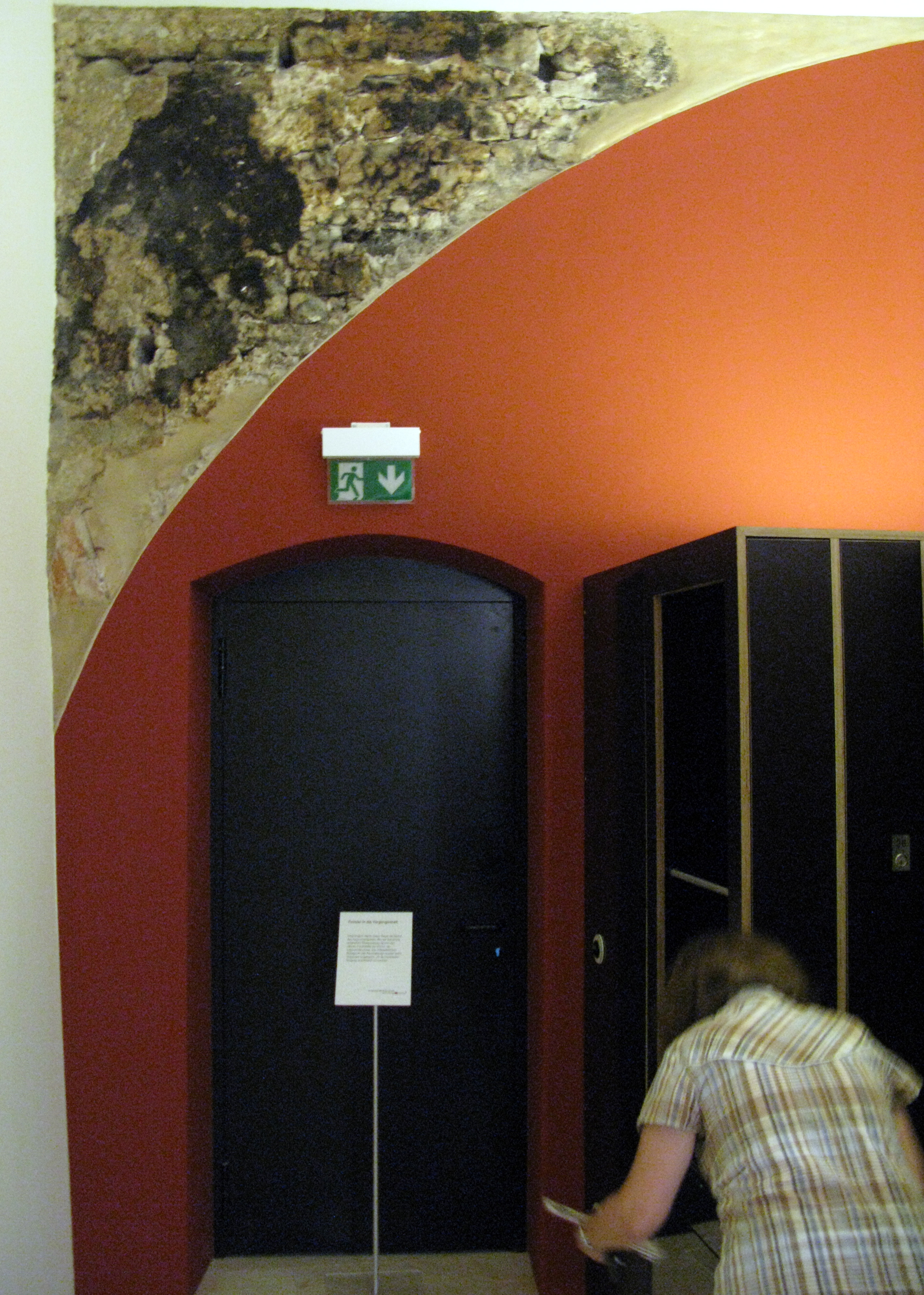
Der Garderobenbereich des Museums: Hier erkennt man uralte Spuren aus der früheren Küche des Augustinerklosters.

### Gebäude
Die Pläne und der Entwurf des sanierten Anbaus stammen von dem Architekten Christoph Mäckler aus Frankfurt am Main.
Das Anbau besteht aus drei Gebäudekörpern und ist (fast) fensterlos. Noch interessanter ist das große Relief an der Front: Es besteht aus genau sechzehn einzelnen Buchstaben mit der Inschrift ASES – UTRE – GIMU – UNUM, steht allerdings in der Wirklichkeit als AUGUSTINERMUSEUM (wenn man die Spalten immer Richtung unten durchliest). An der Front ist auch eine Steintafel aus Rotstein angebracht.
Dieser Anbau erinnert an einen Torbau aus den 1920er Jahren, und während das Foyer im Altbau liegt, ist der Eingangsbereich in diesen Anbau mit integriert. Dieser Anbau ist auch lärmgeschützt. Im Erdgeschoss befindet sich die Museumskasse und die Garderobe. Aktuell liegt der Museumsladen allerdings im benachbarten und denkmalgeschützten Nebengebäude.
Von der Betonfarbe hin bis zu den Vitrinen wurde alles bis ins kleinste Detail konzipiert.
Dank der zentralen Lage der Treppe können öffentliche und nichtöffentliche Bereiche des Museums getrennt werden. Beispielsweise ist im Erdgeschoss die Anlieferung, während im ersten Obergeschoss die Sonderausstellungsräume und im zweiten sowie dritten Obergeschoss die Lagerräume für die Zeichnungen, Grafiken oder Fotografien eingerichtet sind. Auch der Transport der Exponate ist unkomplizierter und einfacher geworden.
Ursprünglich war auch eine Verbindungsbrücke (auf den ersten Bauabschnitt) mit Blick auf die Barockorgel geplant, was allerdings nach dem Wunsch des Museumsteams des Augustinermuseums nie realisiert wurde.

### Kleinodientreppe
Als Herzstück des Neubaus gilt die sogenannte elliptische Kleinodientreppe. Im Treppenhaus werden dreißig wertvolle Uhren aus dem Sammlung Ehrensberger präsentiert, die man in an die Wand montierten Vitrinen besichtigen kann. Wegen der unterschiedlichen Steigungshöhen war es schwer, dieses Treppenhaus zu verwirklichen.

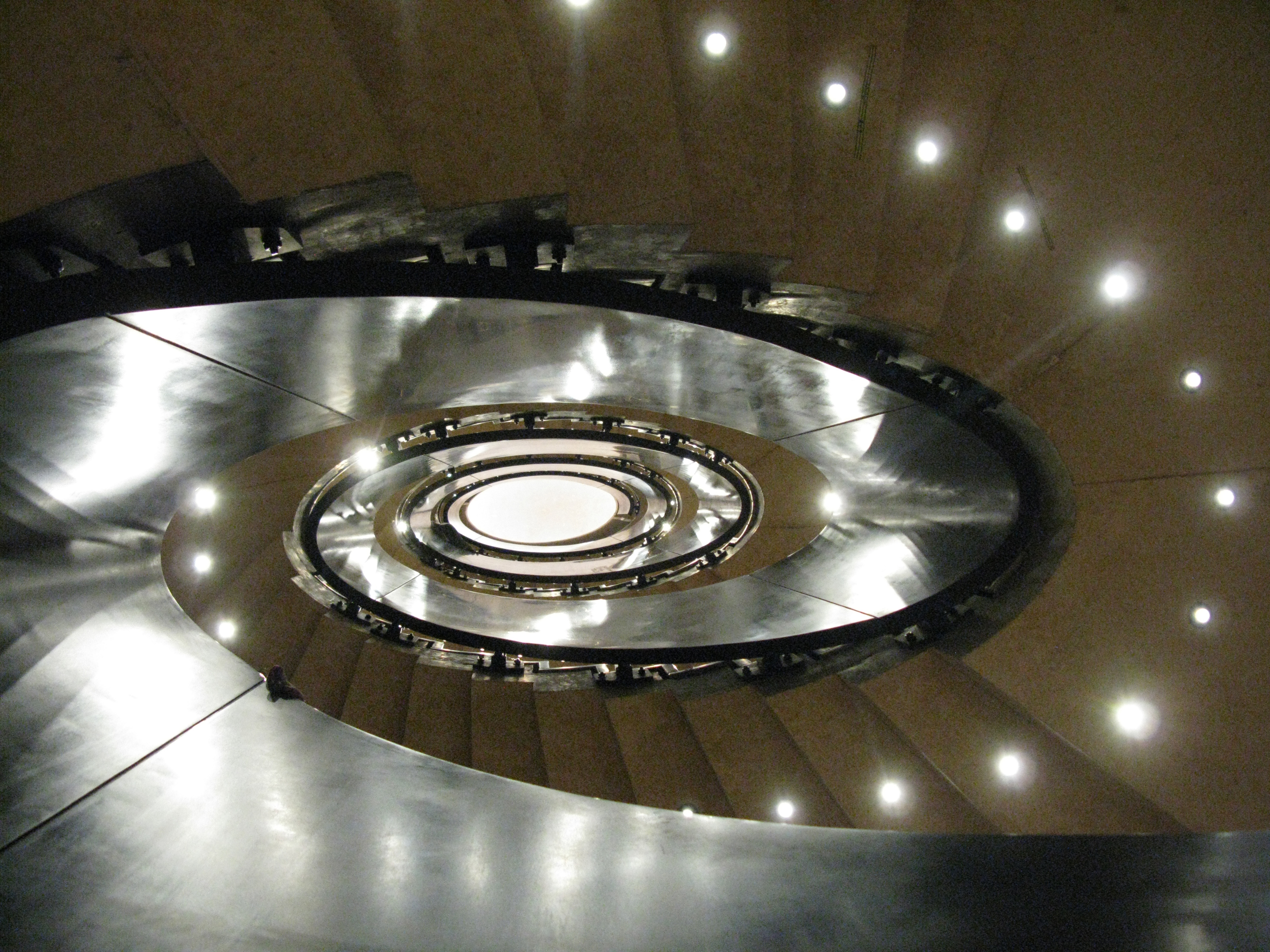
Blick nach oben
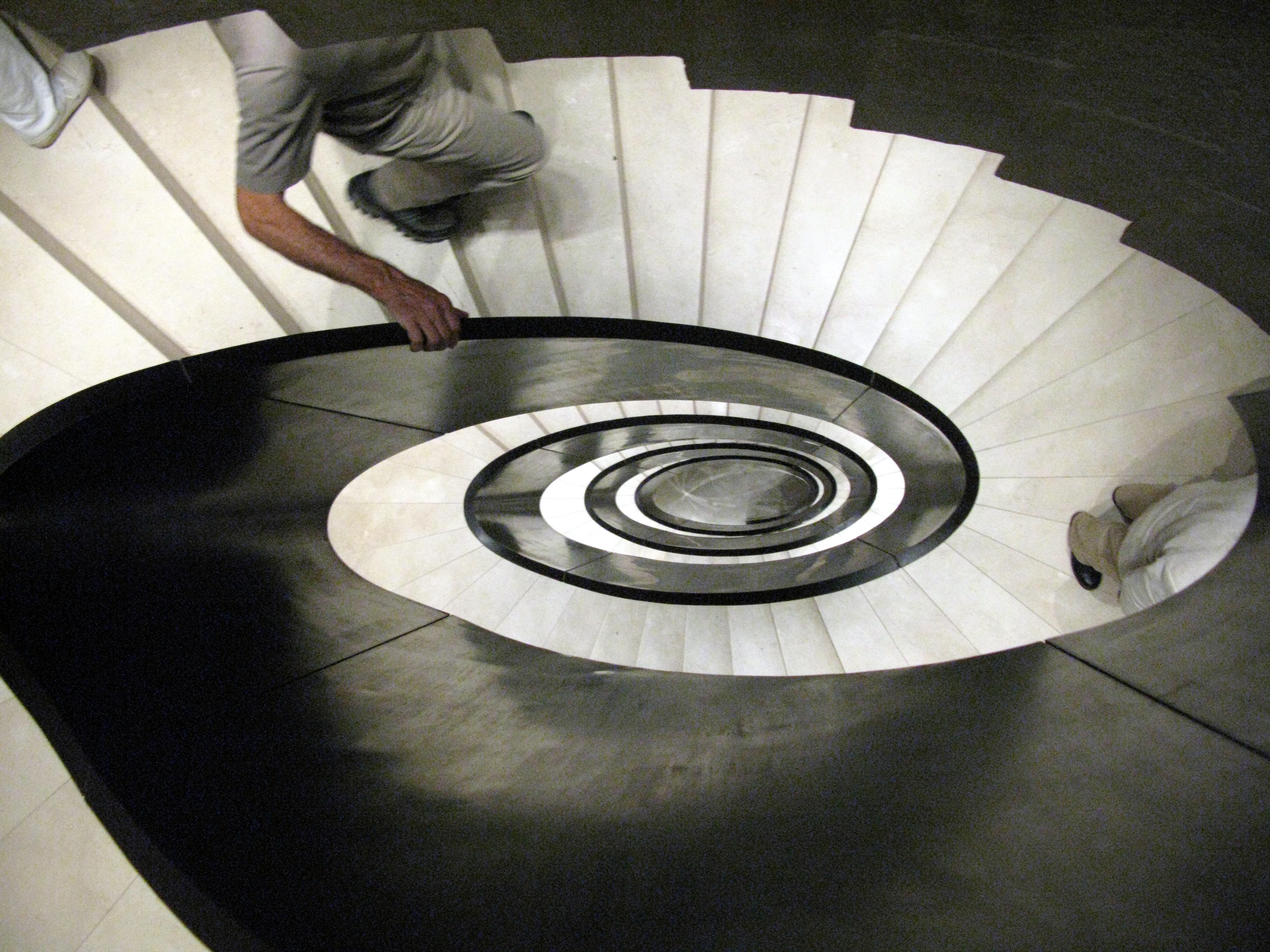
Blick nach unten
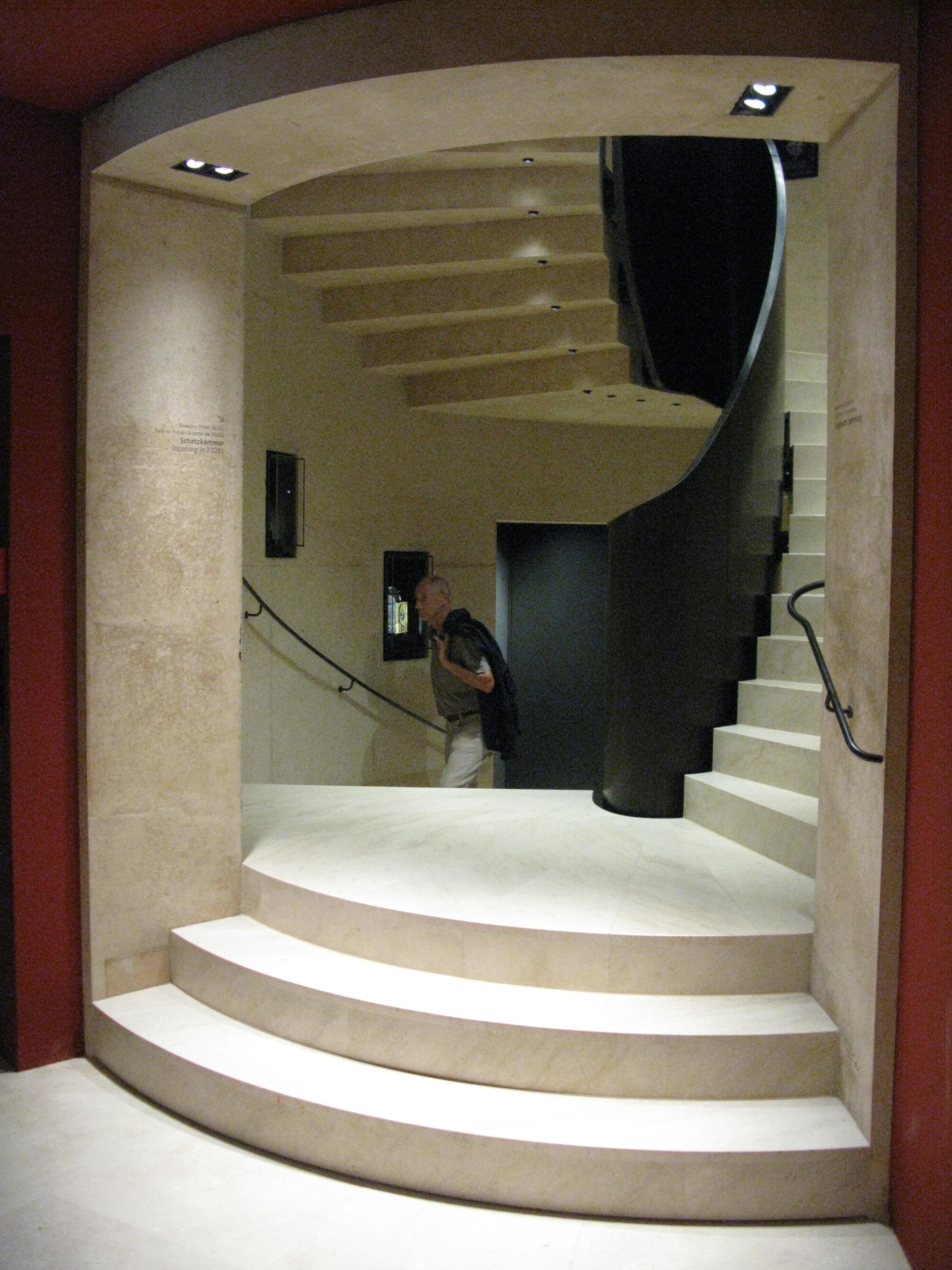
Zugang zum Treppenhaus

### Pflastermosaike

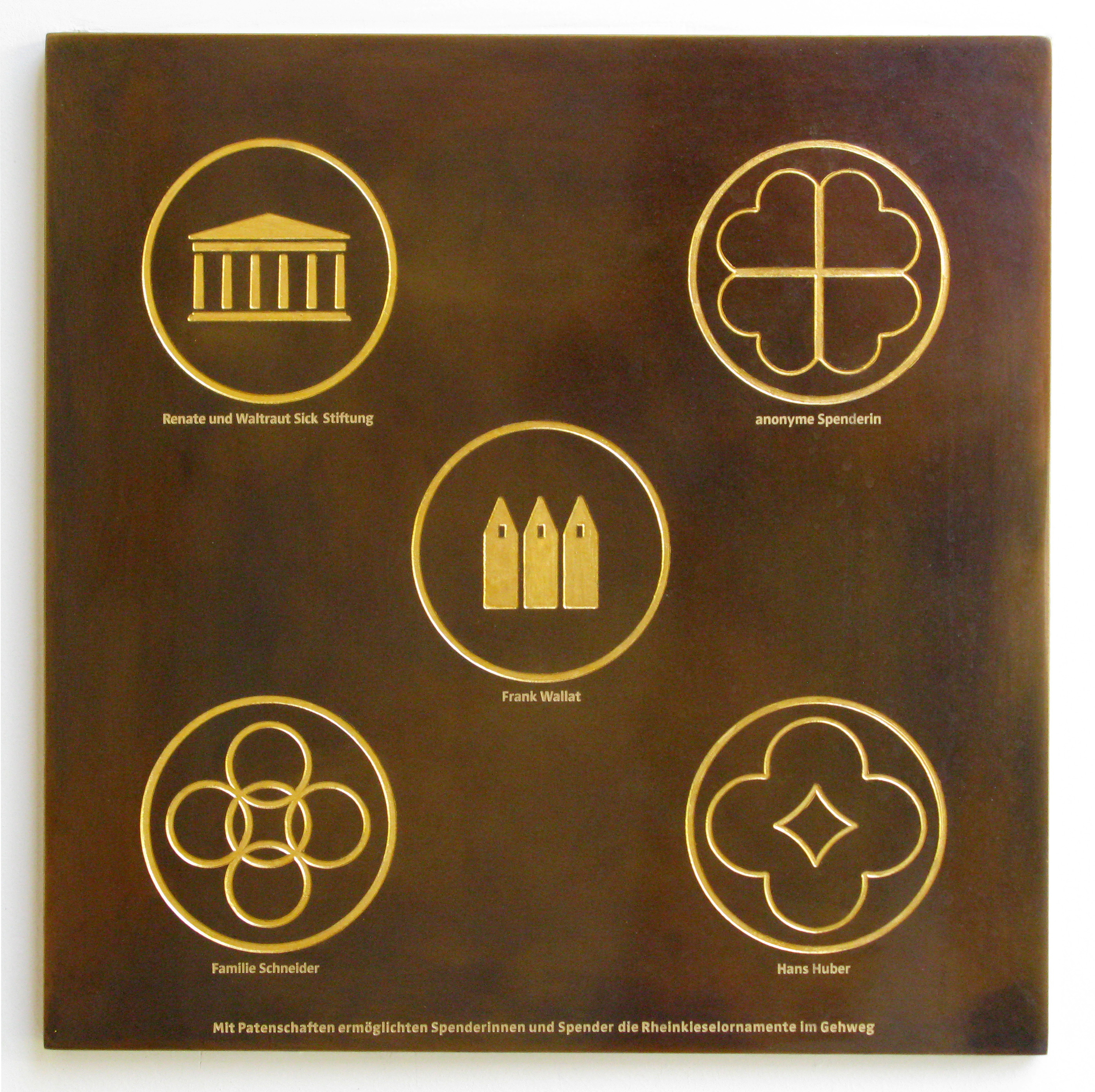
Stiftertafel
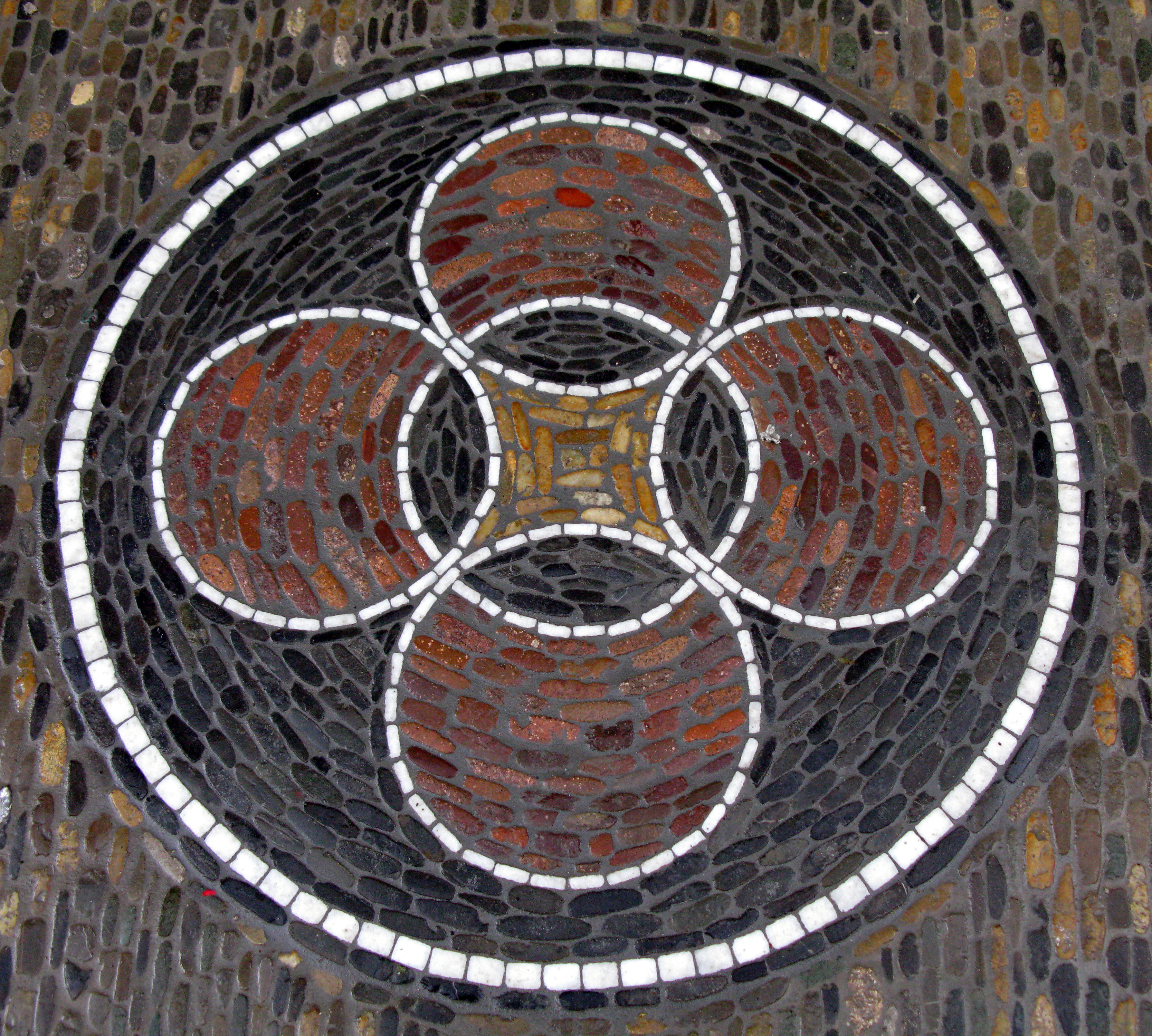
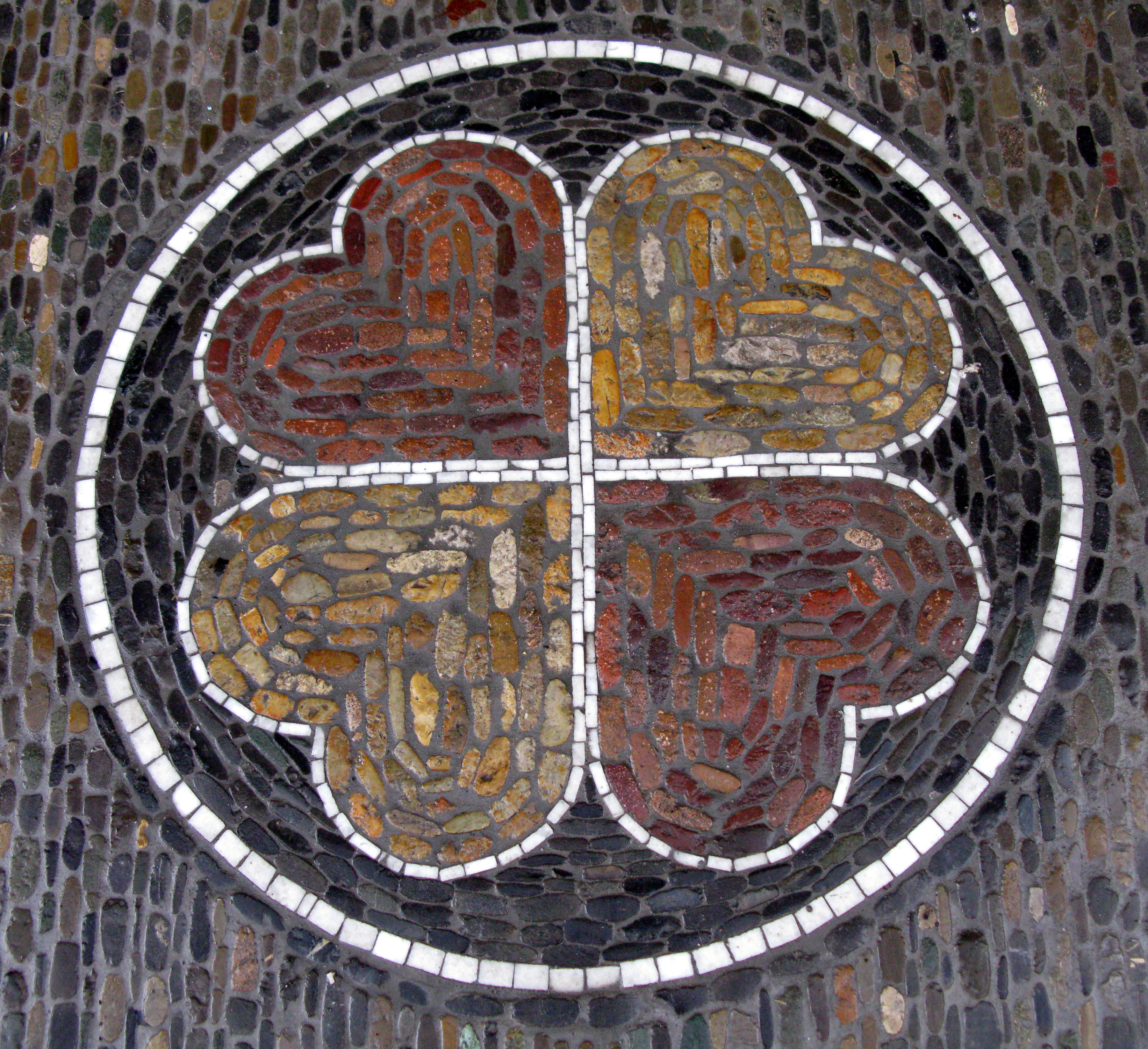
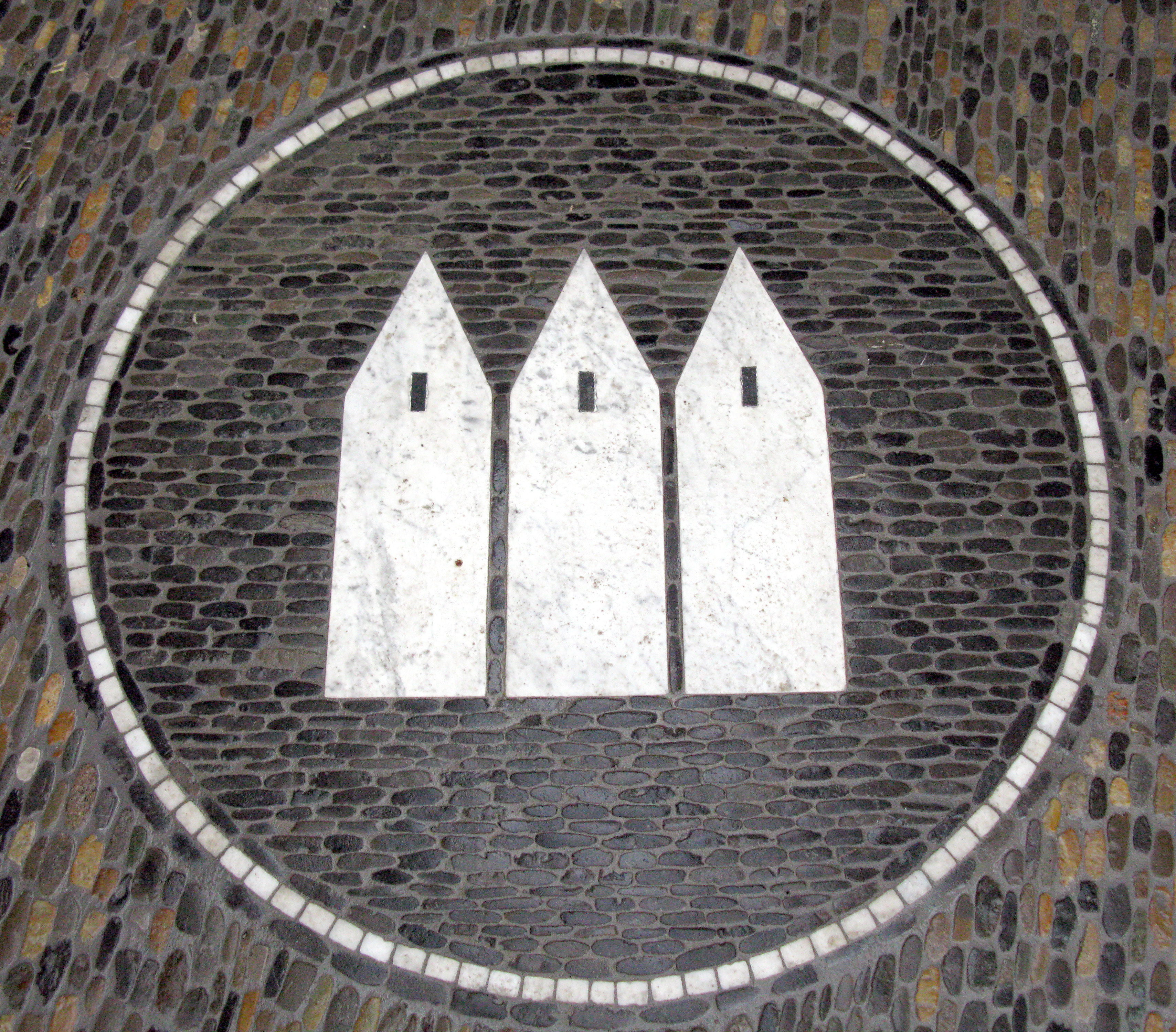

## Sammlung
Das Haus kann bis zu 90.000 Exponate in seinem Depot platzieren, unter anderem Fotografien und Zeichnungen. Mit vorheriger Anmeldung ist auch eine Präsentation von gewünschten Exponaten möglich.
Sonderausstellungen (Auswahl)
- 2016/17: Hans Baldung Grien. Holzschnitte (Zeitgleich auch die Eröffnungsausstellung)[6]
- 2017: Susanne Kühn. Spaziergänge und andere Storys[7]
- 2017: Greiffenegg und Ramberg. Eine Freundschaft in Zeichnungen. Katalog.
- 2018: Japanische Holzschnitte aus der Sammlung Ernst Grosse[8]
- 2019: Blauer Himmel über Baden. Ortsansichten des 19. Jahrhunderts von Johann Martin Morat[9]
- 2019/20: Max Beckmann. Die Sammlung Classen[10]
- 2020: Gottlieb Theodor Hase – Freiburgs erster Fotograf[11]
- 2021: Spuk! Die Fotografien von Leif Geiges
- 2021/22: Johann Baptist Kirner. Der Blick des Zeichners[12]
- 2022: Christoph Meckel. Mensch-Sein, Kind-Sein, Ich-Sein
- 2023: Verwandlung der Welt – Meisterblätter von Hendrick Goltzius

## Baukosten

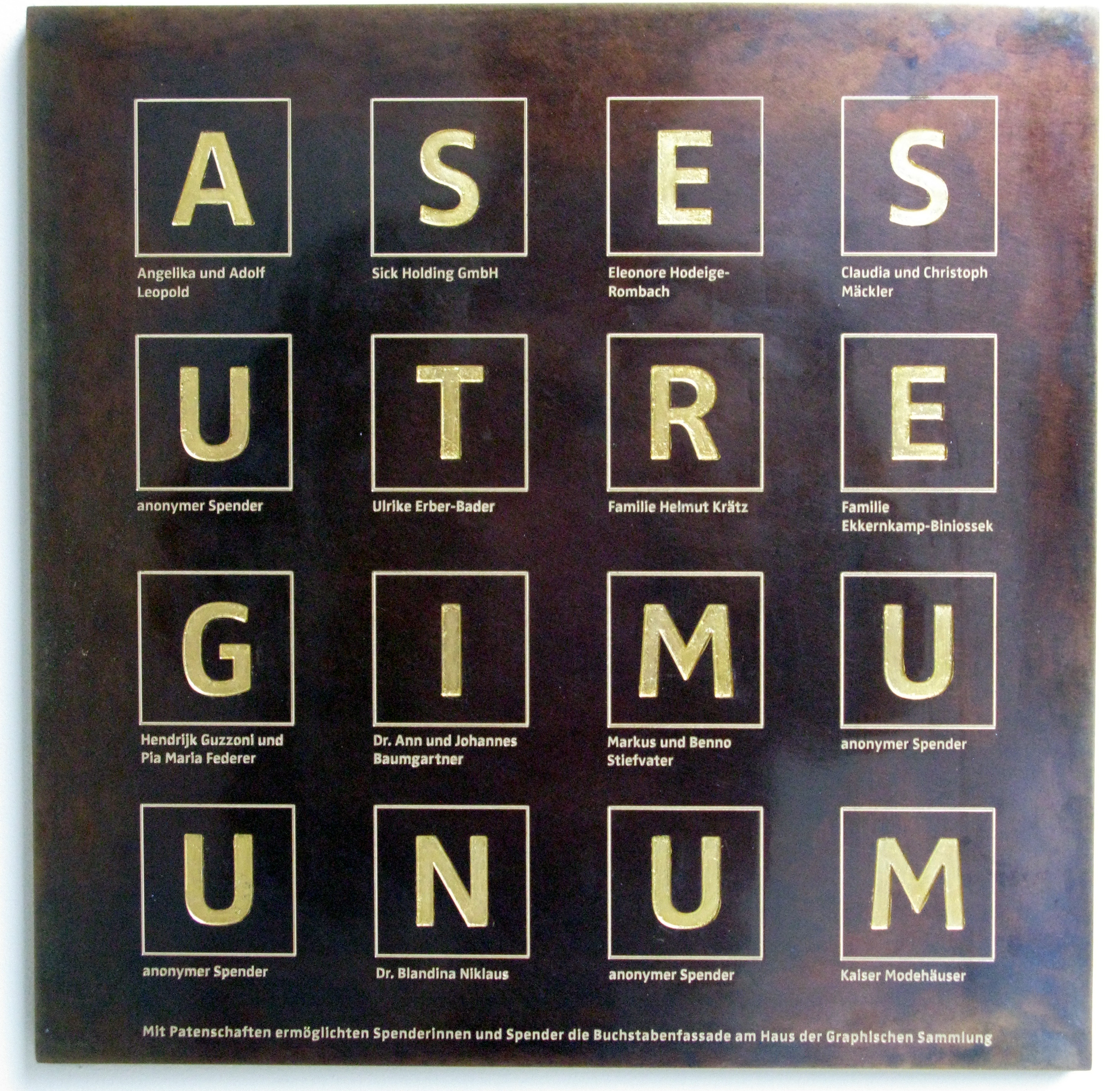
Das Stiftertafel des Museums

Die Baukosten betrugen rund 60 Millionen Euro. Ungefähr zwei Millionen Euro davon wurden von der Bundesregierung, vom Land Baden-Württemberg, von der Stadt Freiburg im Breisgau sowie von mehreren Spendern finanziert.

## Museumsshop
Nach der Eröffnung des Hauses der Graphischen Sammlung im September 2016, wurde nach einigen Restarbeiten ein Jahr später, am 28. Oktober 2017, der Museumsshop in der Salzstraße 34 eröffnet. Der Shop, der nach dem klaren und strengen Design von Christoph Mäckler gefertigt wurde, fungiert als Visitenkarte und Aushängeschild für die Städtischen Museen. Hier sind zahlreiche Kataloge, Publikation und Souvenirs zu erwerben.